# Vámossy Zoltán
Vámossy Zoltán (Pest, 1868. december 15. – Leányfalu, 1953. december 26.) orvos, farmakológus, egyetemi tanár, lapszerkesztő, a gyógyszertani tanszék első segéde, a Magyar Tudományos Akadémia levelező tagja (1920–1949), az orvostudományok kandidátusa (1952). Vámossy Mihály fia.

## Élete
Egyetemi tanulmányait a Budapesti Tudományegyetem Orvostudományi Karán végezte és 1891. december 5-én avatták doktorrá. 1893. február 1-jén Bókay Árpád mellett az egyetem gyógyszertani intézetének első tanársegéde lett. 1897-ben állami ösztöndíjjal egy évet külföldön töltött és 1898 áprilisában az orvoskari tanártestület a farmakologiai módszertan magántanárává habilitálta; az orosz balneológiai egyesület főtitkára volt. 1908-ban a méregtan címzetes rendkívüli, 1914-ben nyilvános rendkívüli tanára lett. 1917 és 1939 között a gyógyszertan nyilvános rendkívüli tanára volt a budapesti egyetemen.
Ő fedezte fel a phenolphtalein hashajtó hatását, a máj méregtelenítő hatását is vizsgálta az ópium-alkaloidokkal kapcsolatban. Több törvényszéki orvosi vizsgálati módszert is kidolgozott. Szerkesztette a Magyar Orvosi Archívumot 1909-től Budapesten és 1923-tól 1944-ig az Orvosi Hetilapot, amely több közleményét is publikálta.
Fiatalkorában a szépirodalom terén is működött; szakirodalmi dolgozatainak száma sok; így az Erdélyben (1899. Tasnádi fürdő hajdan és most); a Pallas nagy lexikonának is munkatársa volt.

## Munkái
- Cloetta Filehne gyógyszertani tankönyve. Ford. Budapest, 1894
- Mérgek a mindennapi életben. Budapest, 1900
- A phenolphtaleinről, mint a törköly-bor indicatoráról. Budapest, 1900. (Különnyomat az Orvosi Hetilapból)
- Egy új hashajtó szerről (a purgóról). Budapest, 1902. (Az Orvosi Hetilap Közleményei)
- Raymann J. Á. és a védőhimlőoltás. Budapest, 1902. (Az Orvosi Hetilap Közleményei)
- A mérgezésekről. Budapest, 1907. (Az Egészség Könyvtára III.)
- A vérvizsgálatról a büntetőjog szempontjából. Budapest, 1907. (Magyar Jogászegyleti Értekezések XXXIV. 267.)
- Gyógyszertan orvostanhallgatók és orvosok számára. A Pharm. Hung. ed. III. figyelembevételével. Budapest, 1908. (Fenyvessy Bélával és Mansfeld Gézával)
- A magyar szent korona országai balneologiai egyesületének 1906-1909. Évkönyve. Budapest, 1891., 1906-1909. Négy kötet.
- Gyógyszertan (Mansfeld Gézával és Fenyvessy Bélával) Budapest, 1912